# حراك شعب المواطنين
حراك شعب المواطنين هي حركة سياسية تونسية أعلن عنها الرئيس التونسي السابق المنصف المرزوقي في 23 ديسمبر 2014, وعقد أول اجتماع لها في 14 يناير 2015 أين تم الإعلان عن «بيان 14 جانفي» المحدد لأهداف الحراك، ثم أطلق ميثاق الحراك في 27 يناير من نفس السنة، وأخيرا أول مؤتمر تأسيسي عقد في 25 أبريل 2015.

قام رئيس الحراك المنصف المرزوقي بتحويله إلى حزب سياسي تحت اسم حراك تونس الإرادة في 20 ديسمبر 2015، واندمج فيه أيضا حزب المؤتمر من أجل الجمهورية.

## التاريخ
أسس المنصف المرزوقي في 2001 الحزب المعارض الغير معترف به المؤتمر من أجل الجمهورية، وضم عدة معارضين تونسيين وشغل أساسا في خارج تونس. بعد الثورة التونسية، فاز حزب المؤتمر من أجل الجمهورية ب29 مقعد من جملة 217 في انتخابات المجلس الوطني التأسيسي التونسي 2011 وجاء في المركز الثاني خلف حركة النهضة، فاز المرزوقي أنذاك بمقعد عن الحزب في دائرة نابل الثانية الانتخابية. إنضم المؤتمر لتحالف الترويكا مع حركة النهضة والتكتل. رشحه الائتلاف الحاكم لرئاسة الجمهورية وتحصل على 153 صوت من جملة 217، وأصبح بذلك رئيس الجمهورية التونسية الرابع. استقال المرزوقي من حزبه لوجوب استقلالية رئيس الجمهورية. وضعه بعد ذلك حزبه كرئيس شرفي. شارك المرزوقي في الانتخابات الرئاسية التونسية 2014 وتحصل في الدورة الأولى على المركز الثاني خلف الباجي قائد السبسي، وفي الدورة الثاني خسر ب45% مقابل 55% لمنافسه. وبعيد إعلان النتائج، أعلن من شرفة مقر حملته الانتخابية وأمام أنصاره في 23 ديسمبر 2014، عن تأسيس حراك شعب المواطنين الذي سيحدد في وقت لاحق أهدافه ومكوناته.

في الذكرى الرابعة للثورة التونسية، وفي اجتماع شعبي في 14 يناير 2015، أعلن المرزوقي عن «بيان 14 جانفي» المحدد لأهداف الحراك. بعد ذلك في الذكرى الأولى لصدور الدستور التونسي الجديد، قدم المرزوقي ميثاق الحراك في 27 يناير 2015، وقال أن المؤتمر التأسيسي للحراك سيكون في 20 مارس في عيد الاستقلال، إلا أن الهجوم الإرهابي على متحف باردو في 18 مارس أدى إلى إلغاء المؤتمر إلى وقت آخر. في 25 أبريل 2015، عقد الاجتماع التأسيسي والتحضيري لحراك شعب المواطنين في قاعة المؤتمرات في تونس العاصمة.

## الأهداف
في الذكرى الرابعة للثورة التونسية، وفي اجتماع شعبي، أعلن المرزوقي عن «بيان 14 جانفي» المحدد لأهداف الحراك وهي:
- الدفاع عن استقلال القرار الوطني وعدم السماح لأي طرف خارجي بالتدخل.
- الحفاظ على الوحدة الوطنية.
- التصدي لإرهاب التونسيين أيّا كان مأتاه ومنع عودة الاستبداد وضمان حق المقاومة المواطنية لأي خروقات للدستور.
- الدفاع عن العدالة الانتقالية وعن الحقوق والحريات.
- محاربة الفقر.
- مقاومة الفساد والحفاظ على الثروة الوطنية.

بعد ذلك في الذكرى الأولى لصدور الدستور التونسي الجديد، قدم المرزوقي ميثاق الحراك:
- الدفاع عن استقلالية القرار الوطني والوحدة الوطنية باعتبارهما مكسبين أساسين لا حق لأحد في التفريط فيهما أو تهديدهما.
- التصدي لأي بوادر لعودة الاستبداد والدفاع عن الحقوق والحريات التي اكتسبناها بفضل الثورة وعن الدستور الذي كأن أكبر إنجازاتها والعمل على ترسيخ ديمقراطية فعلية لا يفسدها المال السياسي وإعلام التضليل وتحرير إرادة الناخب من الترغيب والترهيب وبناء ديمقراطية قاعدية في المستوى المحلي والجهوي لإشراك أكبر عدد ممكن من المواطنين في تقرير مصيهم .
- العمل على ابتداع منوال تنموي جديد يقوم على اقتصاد تضامني منتج يؤسس لتنمية محلية مستدامة وشاملة قوامها الثقافة والحوكمة الرشيدة هدفه الأول محاربة الفقر وتنمية الجهات المحرومة ومقاومة الفساد وفرض العدالة الجبائية والحفاظ على البيئة والثروة الوطنية.
- بلورة مشروع ثقافي وطني في مجالات التربية والتعليم يعيد للمدرسة دورها في بناء العقول المبدعة والمهارات المنتجة، وللقيم مكانتَها، وأساسا قيم المواطنة من قبول بالتعددية واحترام حقوق الآخرين والتسامح والاعتدال ويوائم بين قيم الهوية العربية الإسلامية ومكتسبات الحداثة والقيم الكونية بعيدا عن الانغلاق والانبتات، وينتصر لقضايا التحرر وحقّ الشعوب في تقرير مصيرها وفي مقدّمتها الشعب الفلسطيني المقاوم.

## مقالات ذات صلة
- المنصف المرزوقي
- قائمة الأحزاب السياسية في تونس

## روابط خارجية
- الموقع الرسمي لحراك شعب المواطنين.